# Juxue
Juxue település Franciaországban, Pyrénées-Atlantiques megyében. Lakosainak száma 200 fő (2022. január 1.). Juxue Arhansus, Bunus, Larceveau-Arros-Cibits, Ostabat-Asme, Pagolle és Saint-Just-Ibarre községekkel határos.

## Népesség
A település népességének változása:
| Lakosok száma | 203  | 208  | 217  | 209  | 208  | 206  | 204  | 202  | 200  |
|               | 2013 | 2015 | 2016 | 2017 | 2018 | 2019 | 2020 | 2021 | 2022 |